# Dibangán
Dibangán, también conocido como Debangan, es un barrio rural   del municipio filipino de primera categoría de Taytay perteneciente a la provincia  de Paragua en Mimaro,  Región IV-B.
En 2007 Debangan contaba con 945 residentes.

## Geografía
El municipio de Taytay se encuentra situado en la isla de Paragua, al norte de la misma.
Su término limita al norte con el municipio de El Nido, barrios de Bebeladán, Bagong-Bayán y Otón, oficialmente Mabini; al  suroeste con el municipio de San Vicente, al sur con el de Roxas; y al sureste con el de Dumaran. En la parte insular se encuentra la bahía de Malampaya y varias isla adyacentes se encuentran tanto en la costa este, mar de Joló como en la  oeste, Mar del Oeste de Filipinas.
Este barrio de Dibangán (Debangan) forma parte del grupo de islas adyacentes en el mar de Joló, siendo  el más oriental del municipio.
Situado al este de Casián lo forman la isla del mismo nombre, y las de   Dadalitén y de Suratos,  ambas al sur.

### Demografía
El barrio  de Dibangán contaba  en mayo de 2010 con una población de 1.229 habitantes.

## Historia
Taytay formaba parte de la provincia española de  Calamianes, una de las 35 del archipiélago Filipino, en la parte llamada de Visayas. Pertenecía a la audiencia territorial  y Capitanía General de Filipinas, y en lo espiritual a la diócesis de Cebú.
El 21 de junio de  1957 la isla de Dibangán se constituyó en barrio.